# Powstanie rostowskie
Powstanie rostowskie (ros. Ростовское восстание – Rostowskoje wosstanije) – zbrojne wystąpienie robotników Rostowa nad Donem, Nachiczewania nad Donem oraz sąsiadujących miejscowości, jeden z epizodów rewolucji 1905 r. Trwało między 7 grudnia?/20 grudnia 1905 r. a 21 grudnia 1905?/3 stycznia 1906 r.

## Tło wydarzeń
W styczniu 1905 r. krwawa niedziela w Petersburgu stała się początkiem ruchu rewolucyjnego, który ogarniał kolejne regiony Imperium Rosyjskiego. Strajki robotnicze, protesty chłopskie oraz wystąpienia, podczas których formułowano postulaty narodowe, miały miejsce od guberni bałtyckich, Finlandii i Królestwa Polskiego, poprzez ziemie ukraińskie, centralną Rosję po Zakaukazie, Syberię i Azję Środkową. W październiku 1905 r. w całej Rosji wybuchł strajk generalny, w którym uczestniczyli również robotnicy z Rostowa nad Donem. W wielu miastach, a także na niektórych obszarach wiejskich Rosji powstały rady delegatów robotniczych i chłopskich. 17 października car Mikołaj II wydał manifest październikowy, w którym zapowiadał nadanie mieszkańcom Rosji praw obywatelskich, w tym wolności wyznania, zrzeszania się i nietykalności osobistej, a także nadanie Dumie Państwowej władzy ustawodawczej. Wbrew jego nadziejom wydanie manifestu nie zakończyło wydarzeń rewolucyjnych, również dlatego, że partie rewolucyjne – eserowcy i bolszewicy – nie były usatysfakcjonowane ustępstwami cara i dążyły do wywołania powstania zbrojnego.

## Przebieg powstania
Organizacje rewolucyjne w Rostowie nad Donem przygotowywały się do powstania zbrojnego od jesieni 1905 r. Bolszewicy tworzyli robotnicze drużyny bojowe, drukowali ulotki i proklamacje, stworzyli też nielegalny warsztat wyrobu bomb, napraw broni i laboratorium, w którym produkowano materiały wybuchowe. Ich prace koordynował przybyły w tym celu do Rostowa Jurij Butiagin. Głównym ośrodkiem poparcia dla planowanego powstania była robotnicza dzielnica Tiemiernik, położona nad rzeką o tej samej nazwie, w pobliżu rostowskiego dworca kolejowego. W latach bezpośrednio poprzedzających rewolucję zamieszkiwało ją ok. 30 tysięcy osób, które w większości żyły w skrajnie trudnych warunkach materialnych. Komórki partii socjaldemokratycznej istniały w Tiemierniku od początku XX w., zaś w listopadzie 1902 r. rostowscy robotnicy zorganizowali strajk generalny. Uczestnicy tego strajku odegrali kluczową rolę podczas przygotowań do zbrojnego wystąpienia przeciwko caratowi w końcu 1905 r. W przygotowaniach do zbrojnego wystąpienia brali również udział robotnicy z Nachiczewania nad Donem.
7 grudnia?/20 grudnia 1905 r. rostowscy robotnicy dowiedzieli się o powszechnym strajku politycznym robotników i urzędników, który miał wybuchnąć tego samego dnia o północy na wezwanie moskiewskiej Rady Delegatów Robotniczych. Wiadomość o planowanym strajku przekazał Sołomon Rejzman, jeden z liderów bolszewików w Rostowie. W tej sytuacji lokalne organizacje rewolucyjne, zwłaszcza związek robotników kolejowych, wezwały do przyłączenia się do strajku, jednak sytuacja eskalowała, wybuchło zbrojne powstanie. Jurij Butiagin został okrzyknięty dowódcą drużyny bojowej złożonej z uzbrojonych robotników, zaś na ulicach Tiemiernika zaczęto wznosić barykady. Do sztabu powstania, który działał w mieszkaniu ślusarza Aleksieja Zriełowa przy ul. Wagulewskiej 33, weszli oprócz Rejzmana i Butiagina tokarze Anatolij Sobino i Stiepan Wojtienko, kowal Siemion Wasilczenko oraz Iwan Chiżniakow, marynarz, uczestnik buntu na pancerniku "Potiomkin".

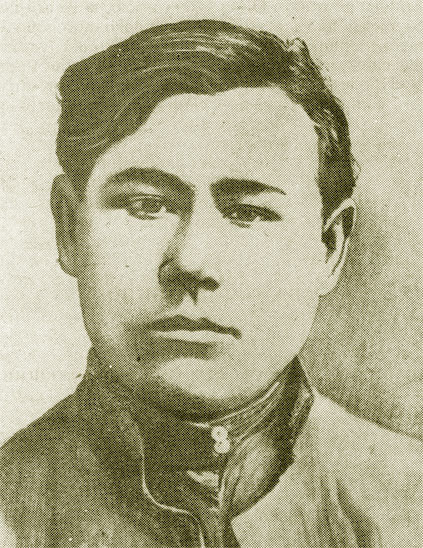
Anatolij Sobino, zastępca dowódcy powstania

Władze miejskie nie wiedziały, jak zareagować na nastroje panujące wśród robotników. Naczelnik Rostowa Kotzebue, powołując się na zły stan zdrowia, zrezygnował ze stanowiska i przekazał swoje pełnomocnictwa komendantowi portu w Rostowie, który z kolei scedował je na rostowskiego policmajstra Prokopowicza. Ten 11 grudnia?/24 grudnia 1905 r. zdecydował o wprowadzeniu w mieście stanu wyjątkowego. Oznaczało to zakaz wszelkich zgromadzeń publicznych, a ewentualne zamieszki miało tłumić wojsko. Tego samego dnia nowym naczelnikiem miasta został pułkownik Makiejew, który uzyskał od dumy miejskiej zgodę na stłumienie robotniczego powstania siłą. W poprzednich dniach obecni w Rostowie żołnierze nie reagowali na budowanie barykad ani na to, że na ulicach miasta pojawiły się robotnicze patrole powstańcze.
13 grudnia?/26 grudnia 1905 r. grupa rewolucjonistów pod dowództwem Stiepana Wojtienki, Michaiła Żarkowa i Michaiła Żurawlowa zdobyła dworzec kolejowy w Rostowie, rozbrajając służących na nim żandarmów. Żołnierze 134 Teodozyjskiego pułku piechoty, którzy również znajdowali się na stacji, odmówili strzelania do robotników. Robotnicy zgromadzili się w stołówce rostowskich zakładów naprawy taboru kolejowego (wielu zatrudnionych tam mężczyzn należało do partii rewolucyjnych). Makiejew nakazał ostrzelać budynek z dział. Zginęło kilka osób, byli też ranni. Zgromadzenie przerwano, a Jurij Butiagin nakazał budować na ulicach Tiemiernika barykady. Ich wznoszeniem kierował Wasilij Czeriepachin. Władze odzyskały również kontrolę nad budynkiem dworca kolejowego, jednak 15 grudnia?/28 grudnia 1905 r. uzbrojeni robotnicy zdobyli go ponownie. 16 grudnia?/29 grudnia 1905 r. wojsko otoczyło budynek stacji kolejowej, a gdy robotnicy odmówili jej opuszczenia, stacja ponownie została odbita przy pomocy artylerii. 
Przez kilka kolejnych dni władze nie były jednak w stanie odzyskać kontroli nad Tiemiernikiem. Przy drogach wjazdowych na teren dzielnicy rewolucjoniści wystawili straże, zaś barykady uniemożliwiały policji i wojsku szturm, tym bardziej, że Tiemiernik położony jest na wzgórzu, powyżej centrum Rostowa. Do walki na barykadach przyłączyło się ok. 400 robotników z Rostowa, Azowa, Batajska, stanic Tichorieckiej i Kawkazskiej. 19 grudnia 1905?/1 stycznia 1906 r. pułkownik Makiejew ogłosił w Rostowie i w Nachiczewaniu stan wojenny. Niemniej do 20 grudnia 1905?/2 stycznia 1906 r. wojska rządowe, także z powodu złej pogody, nie zdecydowały się uderzyć na powstańców. 
W pierwszych godzinach walk 20 grudnia 1905?/2 stycznia 1906 r. robotnicy odpierali ataki na barykady. Przeciwko powstańcom skierowano oddziały Kozaków, władze zdecydowały się również na ostrzał artyleryjski Tiemiernika. Rewolucjoniści byli słabo uzbrojeni i wyposażeni, brakowało im amunicji, co zmusiło ich do stopniowego porzucania pozycji. Zastępca dowódcy drużyn bojowych Anatolij Sobino, dowodzący oddziałem uzbrojonym w bomby, zginął na jednej z barykad. Wieczorem sztab drużyny bojowej nakazał przejście po lodzie, przez Don, do Nachiczewania, na teren fabryki Aksaj, gdzie rewolucjoniści przechowali część zapasów broni i amunicji. Jednak następnego dnia doszło do wybuchu zgromadzonej w tym zakładzie amunicji, co zmusiło dowódców powstania do jego zakończenia. Wojsko, które w pierwszych dniach niepokojów zdawało się bratać z robotnikami, zmieniło swoją postawę, gdy żołnierze odnosili rany z rąk uzbrojonych cywilów. 
Po stłumieniu powstania oddziały Kozaków oraz policja wkroczyły do Tiemiernika, poszukując uczestników wystąpienia. Część robotników uciekła do stanicy Gniłowskiej. Wielu rewolucjonistów zostało aresztowanych. Kozacy po zdobyciu barykad dopuszczali się grabieży i przemocy wobec przypadkowych osób. Na podstawie danych ze szpitali w Rostowie przyjmuje się, że podczas walk zginęło co najmniej 28 powstańców, a 107 lub 113 osób zostało rannych, chociaż oceny te najprawdopodobniej są zaniżone. Po stronie wojsk rządowych według niektórych źródeł nie było ofiar śmiertelnych, jedynie jeden ranny oficer i sześciu żołnierzy. Inne źródła wskazują, że co najmniej jeden Kozak zginął od wybuchu bomby.

## Upamiętnienie
Szereg ulic i placów Rostowa po 1917 r. otrzymała nazwy upamiętniające bojowników ruchu robotniczego, uczestników rewolucji 1905 r. i wcześniejszego strajku generalnego w Rostowie w r. 1902. W mieście pojawiły się prospekt Strajku, prospekt Iwana Stawskiego, ulice Siergieja Gusiewa, Anatolija Sobino, Iwana Czencowa, Wasilija Czeriepachina i innych. Imię Anatolija Sobino nosi również park w pobliżu Domu Kultury Kolejarzy, wzniesionego po 1924 r. w pobliżu miejsca, gdzie broniła się barykada, na której Sobino zginął.